# Ротталь-Инн
Ротталь-Инн (нем. Rottal-Inn) — район в Германии. Центр района — город Пфарркирхен. Район входит в землю Бавария. Подчинён административному округу Нижняя Бавария. Занимает площадь 1280 км². Население — 119 762 чел. Плотность населения — 94 человека/км².
Официальный код района — 09 2 77.
Район подразделяется на 31 общину.

## Административное устройство

Муниципалитеты района Ротталь-Инн (Бавария)

### Городские общины
1. Зимбах-ам-Инн (10 005)
2. Пфарркирхен (11 841)
3. Эггенфельден (12 799)

### Ярмарочные общины
1. Арнсторф (6 596)
2. Бад-Бирнбах (5 546)
3. Вурмансквикк (3 699)
4. Гангкофен (6 643)
5. Массинг (4 109)
6. Танн (3 990)
7. Трифтерн (5 415)

### Сельские общины
1. Байербах (1 700)
2. Виттибройт (2 103)
3. Гератскирхен (865)
4. Дитерсбург (3 192)
5. Йоханнискирхен (2 458)
6. Кирхдорф-ам-Инн (5 272)
7. Мальгерсдорф (1 202)
8. Миттерскирхен (2 084)
9. Постмюнстер (2 359)
10. Римбах (902)
11. Ройт (1 798)
12. Росбах (2 927)
13. Унтердитфурт (2 122)
14. Фалькенберг (3 939)
15. Хебертсфельден (3 771)
16. Цайларн (2 251)
17. Шёнау (2 038)
18. Штубенберг (1 454)
19. Эгльхам (2 415)
20. Эринг (1 901)
21. Юльбах (2 282)

### Объединения общин
1. Административное сообщество Бад-Бирнбах
2. Административное сообщество Массинг
3. Административное сообщество Танн
4. Административное сообщество Фалькенберг
5. Административное сообщество Эринг

## Население
По оценке на 31 декабря 2015 года население района Ротталь-Инн составляет 119 218 чел. 

| Дата      | 1840  | 1871  | 1900  | 1925  | 1939  | 1950   | 1961   | 1970   | 1987   | 2011   |
| --------- | ----- | ----- | ----- | ----- | ----- | ------ | ------ | ------ | ------ | ------ |
| Население | 60298 | 66796 | 75578 | 85748 | 85660 | 121734 | 100700 | 101863 | 104013 | 116634 |

| Год       | 1960   | 1970   | 1980   | 1990   | 2000   | 2009   | 2010   | 2011   | 2012   | 2013   | 2014   | 2015   |
| --------- | ------ | ------ | ------ | ------ | ------ | ------ | ------ | ------ | ------ | ------ | ------ | ------ |
| Население | 100096 | 101986 | 100432 | 107938 | 118167 | 118157 | 117952 | 116849 | 117437 | 117654 | 118164 | 119218 |